# MÁV-Baureihe Árpád
Die MÁV-Baureihe Árpád waren vierachsige Dieseltriebwagen für den Schnellzugverkehr der ungarischen Staatsbahn Magyar Államvasutak (MÁV).

## Geschichte

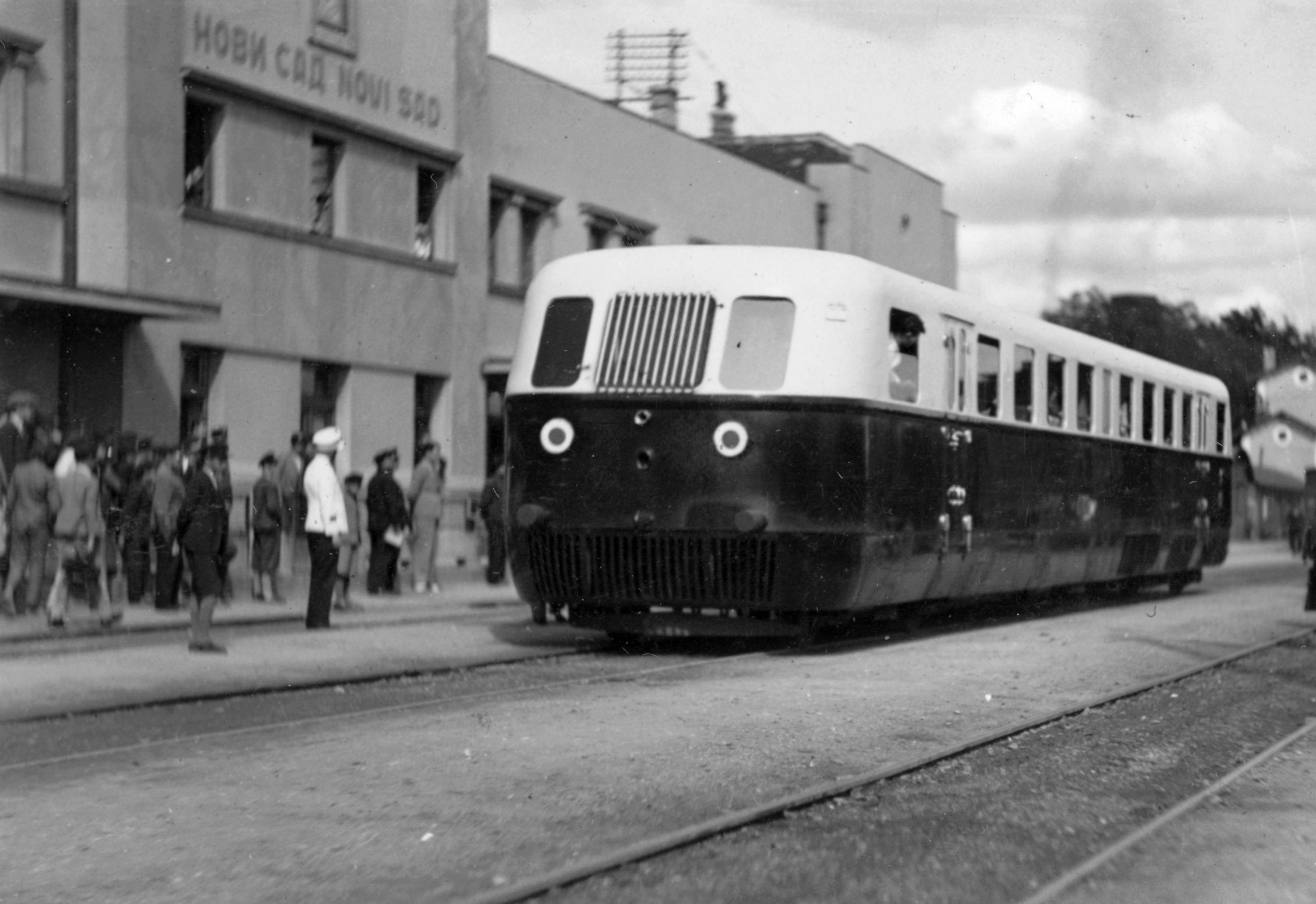
Das heutige Museumsfahrzeug Aamot 23 Tass auf Vorführfahrt in Jugoslawien (1937)

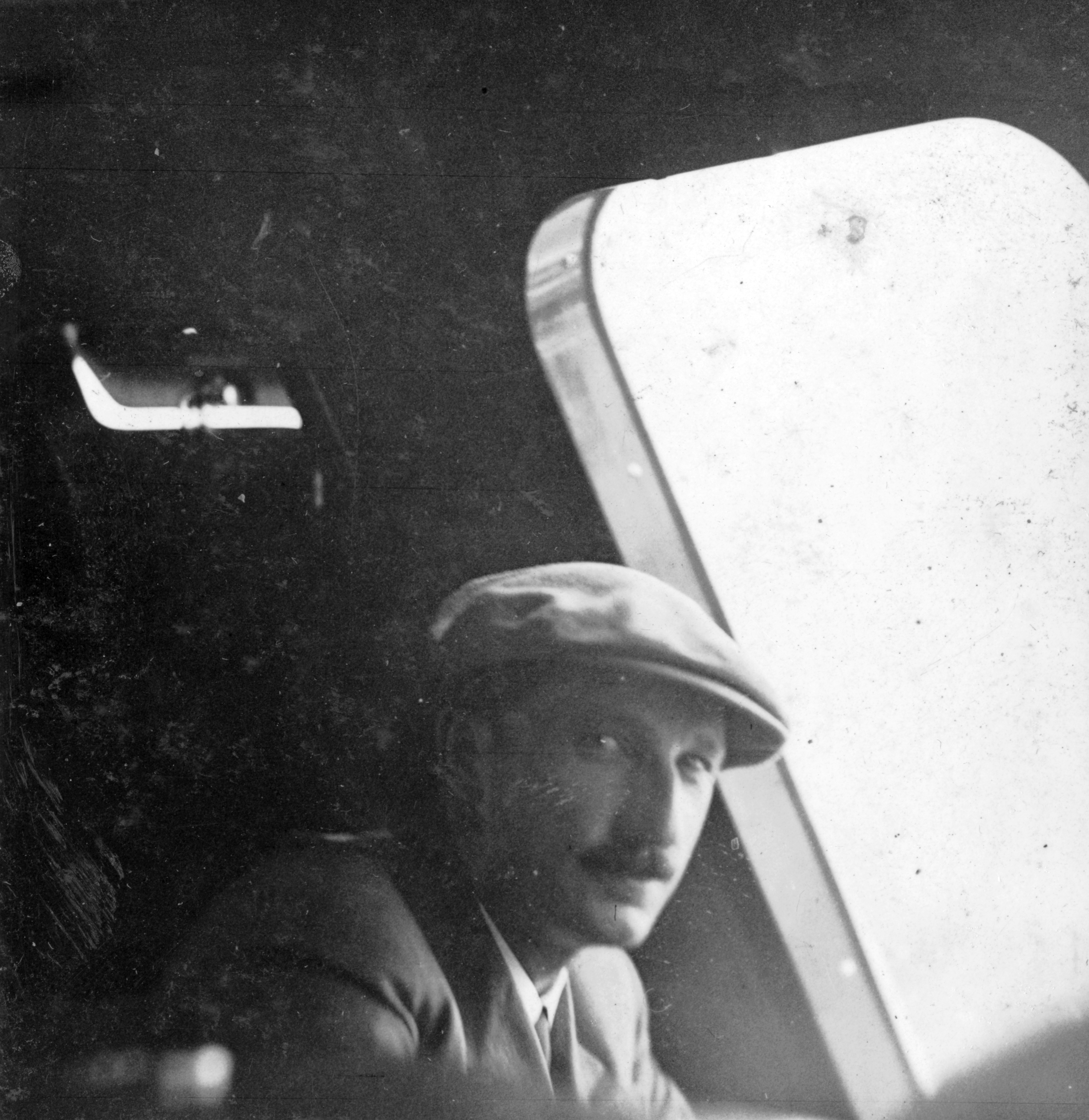
Der Bulgarische Zar Boris III. auf dem Führerstand eines Árpád (1937)

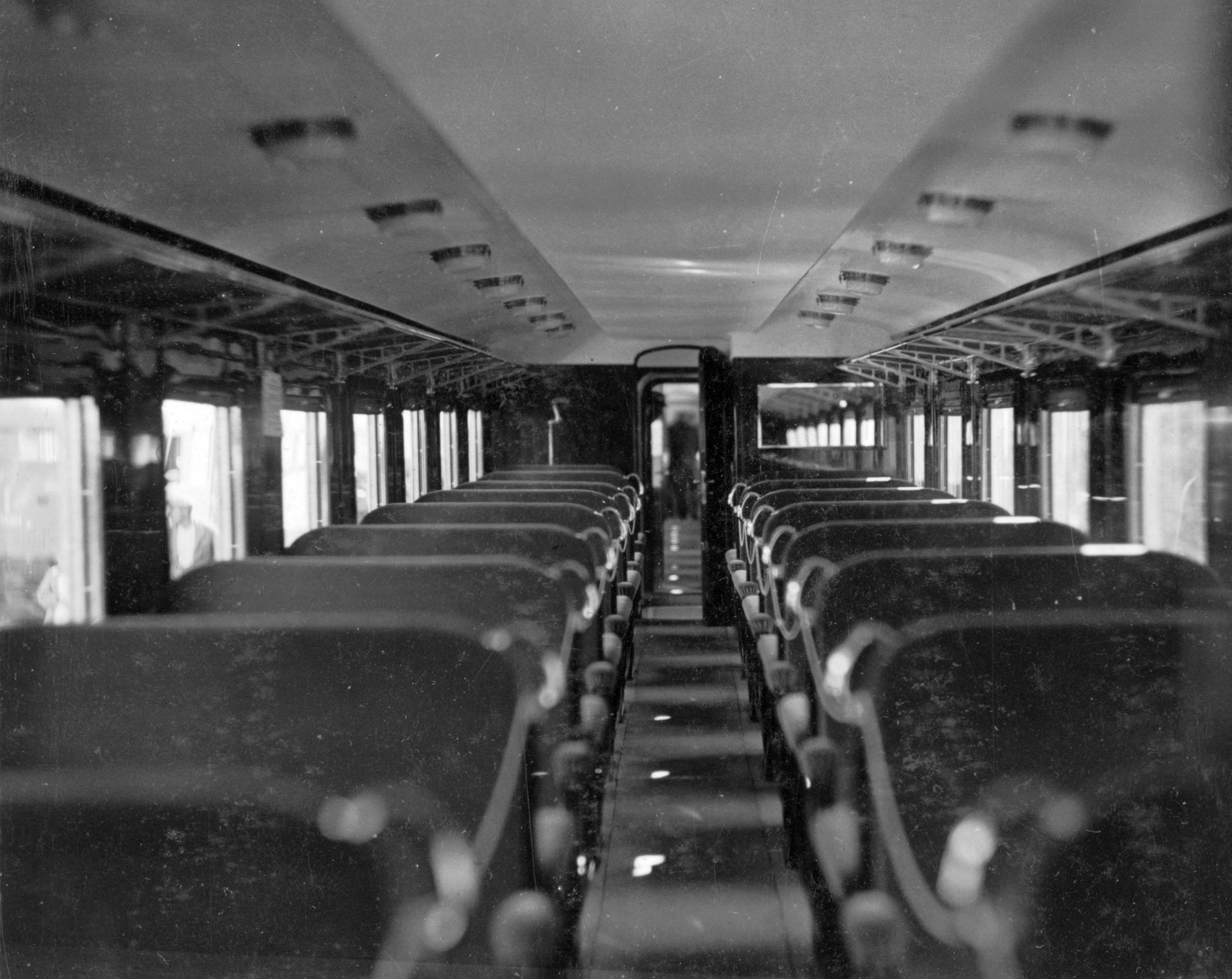
Innenraum (1937)

Die Fahrzeuge wurden zur Bewältigung des leichten Schnellzugdienstes entwickelt. Die ersten beiden Einheiten Árpád und Elöd wurden von Ganz & Co. auf eigenes Risiko als Musterfahrzeuge gebaut und im Juli 1934 in Dienst gestellt. Sie verkehrten nach Ankauf durch die MÁV ab 15. Dezember als Schnelltriebwagen zwischen Budapest und Wien und bewältigten die 260 Kilometer lange Strecke in zwei Stunden und 57 Minuten. Diese Rekordzeit begründete den Welterfolg des Herstellers Ganz & Co.
Bis 1940 beschaffte die MÁV noch sechs weitere Fahrzeuge mit geringfügigen Änderungen (u. a. zweiflügelige Türen, längerer Achsstand des Laufdrehgestells). Wie der erste Triebwagen, der nach Árpád, dem Begründer der ungarischen Dynastie der Árpáden benannt wurde, trugen sie die Namen von ungarischen Stammesfürsten. 
Triebwagen der Bauart Árpád wurden u. a. für Ägypten (30 Exemplare), Argentinien (34) und Uruguay (20 Stück) gebaut, sie waren zudem Vorbild für mehrere folgende Konstruktionen wie der MÁV-Baureihe Camot oder der PKP-Baureihe MsCmix. Auch wurden die Fahrzeuge in Lizenz bei Malaxa für die Rumänische Staatsbahn (CFR) nachgebaut.

### Verbleib
Das Fahrzeug mit der Nummer 23 und dem Namen Tass überlebte bei der MÁV den Zweiten Weltkrieg und wurde als einziges wieder betriebsfähig aufgearbeitet. Zwei Triebwagen wurden als Salonwagen von der Sowjetischen Besatzungsmacht requiriert. Der verbliebene Tass (Aamot 23) gelangte 1958 im Tausch gegen zwei BCmot-Triebwagen in den Bestand der Raab-Oedenburg-Ebenfurter Eisenbahn. Es war bis Ende 1969 auf der Neusiedler Seebahn im Nebenbahndienst eingesetzt. Nach Ausmusterung aus dem aktiven Dienst wurde der Wagen vom MÁV-Bahnbetriebswerk Landler wieder fahrfähig hergerichtet und steht seit 1987 wieder für historische Fahrten im Nostalgieverkehr zur Verfügung.

## Die Reihe Árpád in der Tschechoslowakei
Während des Zweiten Weltkrieges ruhte in der Tschechoslowakei die Entwicklung von Dieseltriebwagen. Trotzdem wurden für verschiedene Zwecke Fahrzeuge benötigt und so wurden durch die Slovenské železnice (SŽ), die Staatsbahn der seit 1939 selbständigen Slowakei von Ganz & Co. in Budapest 1942 zunächst zwei Triebwagen der Reihe M 283.0 beschafft. 1944 folgten zwei weitere. Ihre Konstruktion stammte aus dem Jahr 1934 und war identisch mit dem Arpad. Der einzige Unterschied war, dass die für die Slowakei beschafften Fahrzeuge reguläre Zug- und Stoßvorrichtungen besaßen, womit eine gemeinsame Führung von zwei Fahrzeugen ohne Mehrfachsteuerung möglich war.
Die Fahrzeuge wurden insbesondere als Motorschnellzug „Tatran“ zwischen Bratislava und Prešov eingesetzt. Nach dem Ende des Zweiten Weltkrieges verblieben drei Fahrzeuge bei den Tschechoslowakischen Staatsbahnen (ČSD). Der M 283.002 musste bereits 1950 mit einem Brandschaden, der vermutlich noch vom Zweiten Weltkrieg seine Ursache hatte, ausgemustert werden.
Die Fahrzeuge wurden wiederum als „Tatran“ eingesetzt, der nach dem Krieg von Prešov bis Košice verlängert wurde. Dabei stellte sich heraus, dass die Fahrzeuge für diesen Einsatz nicht genügend Kapazität boten. Sie wurden daher stets als Doppeleinheit gefahren, wobei beide Fahrzeuge mit einem Triebfahrzeugführer besetzt werden mussten. Obwohl Ganz & Co. in den 1950er Jahren noch einige Ersatzteile lieferte, neigte sich der Einsatz der Triebwagen dem Ende entgegen. 1959 wurde der M 283.001 ausgemustert, und nur die M 283.003 und 004 wurden weiter in der Westslowakei betrieben.
Bereits in den Jahren 1964/1965 folgte auch bei den beiden letzten Triebwagen die Ausmusterung. Den Verkehr auf dem Tatran übernahm ab dieser Zeit ein Triebwagen der Reihe M 297.0, bis ihn ein lokomotivbespannter Wagenzug übernahm.
Der Wagenkasten des M 283.001 steht – in zwei Teile getrennt – an verschiedenen Standorten in den Bergen von Smolenice.

## Technische Merkmale

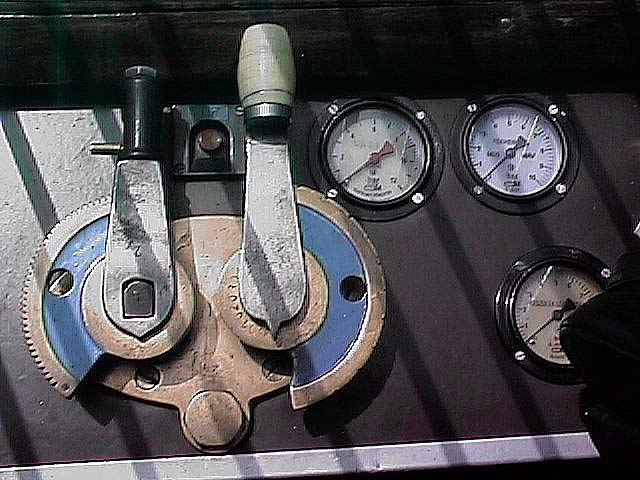
Steuerelemente im Führerstand: Gashebel (links) und Schalthebel für die einzelnen Gänge jeweils mit Leerlauf dazwischen (rechts)

Die Triebwagen waren als Einzelfahrer konzipiert und besaßen eine diesel-mechanische Kraftübertragung. Sie wurden von einem 240 PS starken Reihensechszylinder-Dieselmotor Typ Ganz-Jendrassik VI JaR 170/220 angetrieben, der gemeinsam mit einem Fünf-Gang-Getriebe im Maschinendrehgestell gelagert war. Die Schaltung dieses mechanischen Getriebes erfolgte mit Druckluft, die Zahnräder befanden sich ständig im Eingriff und wurden über separate Nasslamellenkupplungen geschaltet. Die Füllungsregulierung des Dieselmotors erfolgte mechanisch.
Der Wagenkasten war in Leichtbauweise mit elektrischer Lichtbogenschweißung hergestellt und bot in zwei Abteilen der ersten Wagenklasse 72 Sitzplätze an. Die Trittstufen klappten sich beim Öffnen der Türen selbständig herunter. Zwischen Laufwerk und Drehgestellrahmen war eine dreifache Schraubenfederung eingesetzt. Die Fahrgasträume wurden mit Kühlwasser beheizt. Die Lüftung erfolgte mittels der entlang der Decke angebrachten Luftkanäle.